# Sea Airs
Sea Airs, The Rick Wakeman New Age Collection is een studioalbum van Rick Wakeman uit 1989. Het is qua muziek de opvolger van zijn succesvolle new age-album Country Airs. Het album is grotendeels opgenomen in de Herne Place Studio onder leiding van John Acock, producer van symfonische rock. Alleen The Pirate en The Sailor’s Lament werden opgenomen in de Strawberry Studios (waar 10cc ook vaak hun muziek opnam) onder leiding van Richard Scott. Wakeman wordt in tegenstelling tot andere new age-albums van hem hierop niet begeleid; hij zit alleen te spelen achter zijn vleugel. Wakeman: Ik was tevreden met de stukken destijds, nu zou ik ze iets anders spelen. Voor de geoefende luisteraar: een aantal titels hoort niet op dit album, ze waren bedoeld voor Night Airs, maar kwamen op dit album terecht; Wakeman heeft daarom de titels daarop aangepast, maar schreef niet welke. 

## Musici
- Rick Wakeman – piano

## Tracklist
Alle van Wakeman.

| Nr. | Titel               | Duur |
| --- | ------------------- | ---- |
| 1.  | Harbour Lights      | 5:15 |
| 2.  | The Pirate          | 4:39 |
| 3.  | Storm Clouds        | 3:34 |
| 4.  | Lost at Sea         | 3:25 |
| 5.  | The Mermaid         | 3:26 |
| 6.  | Waves               | 3:29 |
| 7.  | The Fisherman       | 3:30 |
| 8.  | Flying Fish         | 3:14 |
| 9.  | The Marie Celeste   | 4:37 |
| 10. | Time and Tide       | 4:03 |
| 11. | The Lone Sailor     | 3:43 |
| 12. | The Sailor’s Lament | 4:35 |